# Kembs
Kembs település Franciaországban, Haut-Rhin megyében. Lakosainak száma 5694 fő (2022. január 1.). Kembs Niffer, Dietwiller, Schlierbach, Rosenau, Bartenheim, Sierentz és Geispitzen községekkel határos.

## Népesség
A település népességének változása:
| Lakosok száma | 4940 | 5106 | 5226 | 5257 | 5376 | 5496 | 5617 | 5643 | 5694 |
|               | 2013 | 2015 | 2016 | 2017 | 2018 | 2019 | 2020 | 2021 | 2022 |